# Arthur Rosenthal
Arthur Rosenthal   (Fürth, 24 de febrer de 1887 - Lafayette, 15 de setembre de 1959) va ser un matemàtic jueu alemany.
Rosenthal va estudiar física i matemàtiques a la universitat i al politècnic de Múnic des de 1905 fins al 1909, quan es va doctorar. Després de ser assistent a la universitat de Múnic, va ser nomenat professor de la universitat de Heidelberg el 1922, en la qual va romandre fins al 1935 en la qual va demanar la baixa obligat per les circumstàncies polítiques: governaven els nazis i ell era jueu. Va ser substituït pel més addicte Udo Wegner. Va marxar a Holanda i el 1939 va emigrar definitivament als Estats Units on va ser professor a les universitat de Michigan, Nou Mèxic i Purdue (Lafayette). En retirar-se el 1957 es va quedar a viure a Lafayette (Indiana) on va morir dos anys després.
El seu camp de recerca bàsic va ser la geometria. Va publicar una quarantena d'articles científics.